# Meltina (Mineralwasser)

Bad Meltingen

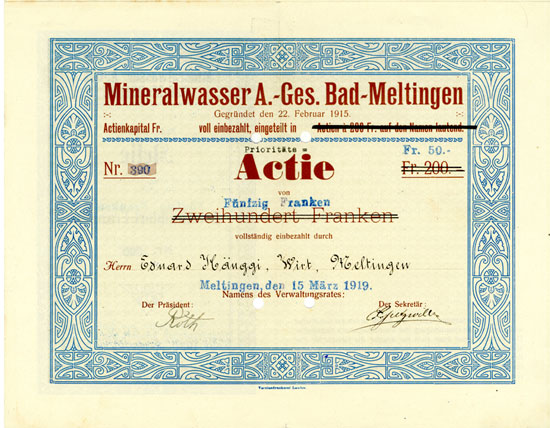
Aktie der Mineralwasser AG Bad-Meltingen von 1919

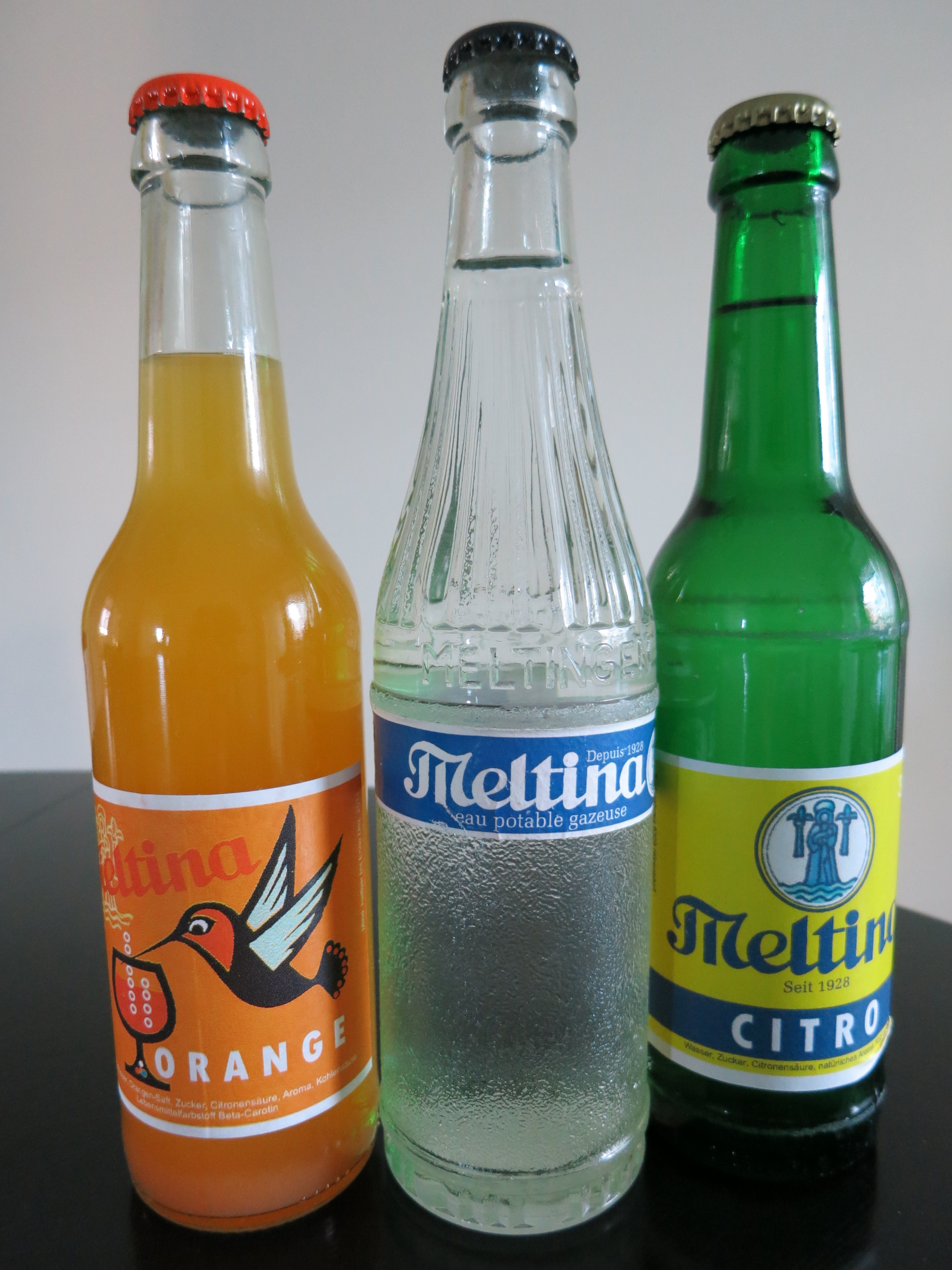
Meltina Orange, Mineralwasser, Citro (2014)

Meltina (auch Meltinger) ist ein Mineralwasser aus den Mineralquellen von Meltingen im Solothurner Jura. Es gilt als eines der mineralreichsten (2,579 g pro Liter) Mineralwasser der Schweiz.

## Badebetrieb
Das Bad und die Mineralquellen des Wallfahrtsortes Meltingen sind seit 1450 bekannt. Der Chronist Franz Haffner rühmte um 1666 die gute Wirkung des Meltinger Wassers gegen «müde Glieder, erkaltete Nerven, blöden Magen und für die Verdauung». Später brachte der Ruf, kinderlosen Frauen zum Familienglück zu verhelfen, dem Bad grossen Zulauf.

## Getränkeherstellung
1915 wurde die Mineralwasser Aktiengesellschaft Bad Meltingen gegründet und in den Räumen des Bad-Gasthofs wurde erstmals das natürliche Mineralwasser «Silberquell» in Flaschen abgefüllt. 1928 wurde die Firma in Meltinger Mineralwasser AG und 1939 in Meltinger Mineralwasser und Heilquellen AG umbenannt.
1934 wurde eine zweite Heilquelle, die unterirdisch gefasste Quelle Bünten mit 400 bis 500 Minutenlitern, entdeckt. Die Süssgetränke wurden mit normalem Quellwasser abgefüllt, da sie nur wenige Mineralien enthalten durften. Das Mineralwasser enthält sehr viel Kalk und muss deshalb speziell aufbereitet werden.

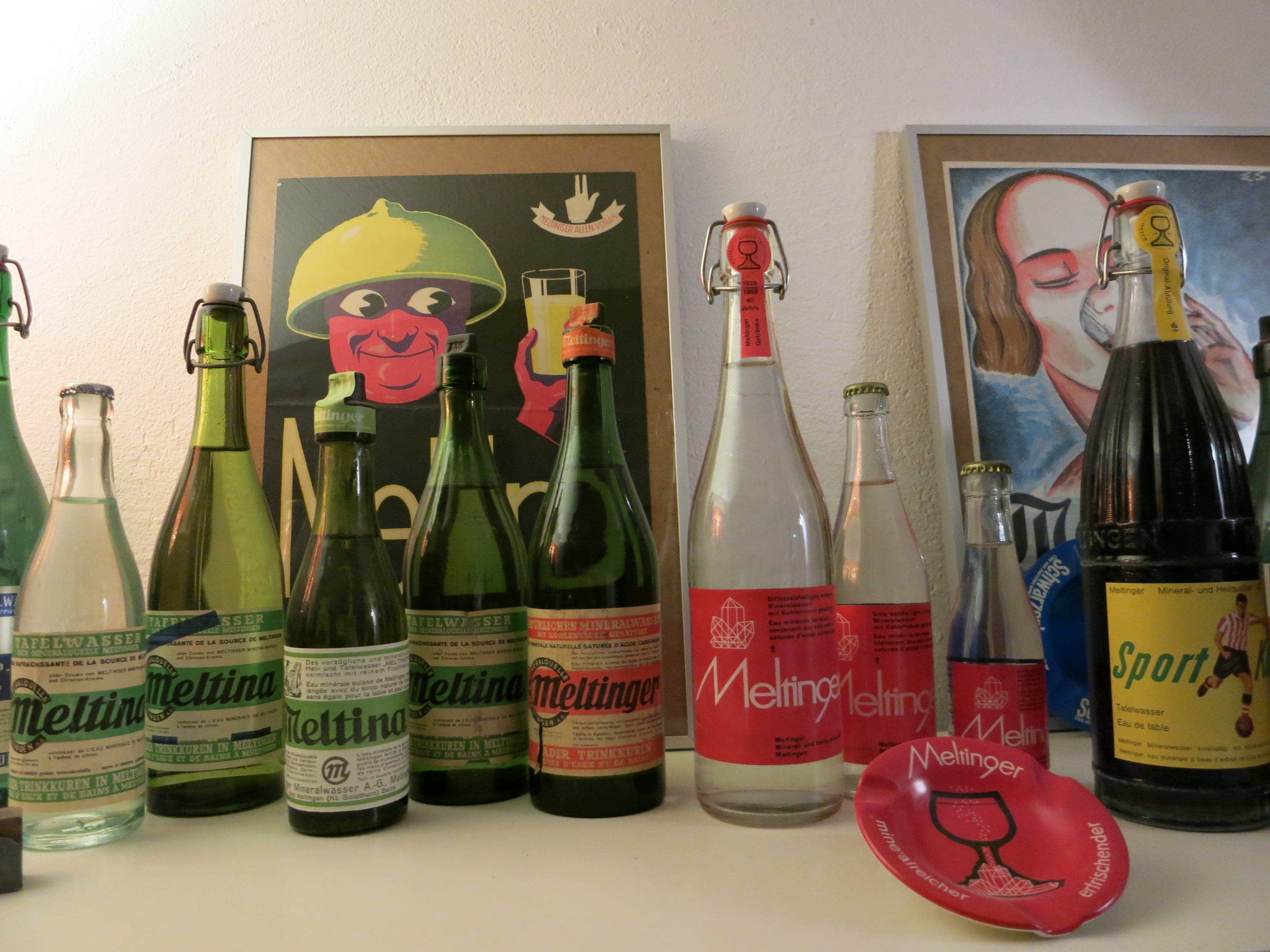
Historische Flaschen

Das erste und bekannteste Meltina-Getränk ist das 1928 lancierte Meltina Citro. Meltina Orange kam ab 1936 auf den Markt und enthält 4 % Orangensaft. Daneben gab es die Marken Meltina Himbo, Grape, und Sport Kola. Meltina-Werbeplakate wurden unter anderen von Celestino Piatti und Ernst Insam entworfen.
Während die Firma in den ersten Jahrzehnten Verluste schrieb, begann in den 1950er-Jahren der Aufschwung. Das neu lancierte Sport Kola wurde zum Verkaufsschlager. 1963 wurde zu Werbezwecken eine eigene Velomannschaft, die Tigra-Meltina, gegründet. 1964 wurde eine dritte gleichwertige Quelle entdeckt.
1966 wurde mit der Abfüllung des amerikanischen Seven-up begonnen und 1978 wurden die Meltiger von der Seven-Up für die weltweit beste Abfüllung des 7-Up-Getränkes ausgezeichnet. 1970 erfolgte der Zusammenschluss mit der Freiburger Sibra Holding.
1985 wurde die Produktion von Sinalco übernommen. 1988 musste die Produktion des Mineralwassers infolge einer Änderung der Lebensmittelverordnung aufgegeben werden und 1990 wurde die Produktion der mit Quellwasser hergestellten Süssgetränke der Meltinger Mineralwasser und Heilquellen AG von der Sibra-Cardinal Brauerei eingestellt und die letzten 20 Angestellten entlassen.
Die Quelle wird weiterhin von der Gemeinde Meltingen gepflegt. Das nicht gebrauchte Mineralwasser fliesst im Ibach das Kaltbrunnental hinunter.
Seit 2012 wird das Meltinger kaltsteril filtriert (ohne Veränderung des Mineralgehaltes), in der Schlossbraui Nürensdorf wieder abgefüllt und für Meltina-Getränke und das Nachtchappe-Bier verwendet.

## Analyse des Meltinger Mineralwassers
Abfüllung vom 26. August 2012, Gesamtgehalt 2579 mg/l
| Kationen  | Menge in mg/l | Anionen          | Menge in mg/l |
| --------- | ------------- | ---------------- | ------------- |
| Ammonium  | 0.03          | Fluorid          | 0.50          |
| Lithium   | 1.15          | Chlorid          | 2.70          |
| Natrium   | 4.95          | Bromid           | 0.08          |
| Kalium    | 2.00          | Jodid            | 0.005         |
| Magnesium | 91.00         | Sulfat           | 1443.00       |
| Calcium   | 581.61        | Nitrat           | 3.10          |
| Strontium | 11.00         | Hydrogencarbonat | 402.70        |
| Mangan    | 0.10          | Hydrogenphosphat | 0.40          |
| Eisen     | 0.01          | Molybdat         | 0.00067       |
| Zink      | 0.05          | Meta-Vanadat     | 0.027         |
| Kupfer    | 0.02          | Kieselsäure      | 32.50         |
| Aluminium | 0.28          | Borsäure         | 1.50          |